# Walter Conrad (Politiker, 1892)
Walter Conrad (* 30. Januar 1892 in Barby; † 9. Juli 1970 in West-Berlin) war ein deutscher Verwaltungsjurist und Politiker (FDP).

## Leben
Nach dem Besuch eines Berliner Gymnasiums studierte Conrad ab 1910 an der Universität Berlin Rechts- und Staatswissenschaften. Von 1914 bis 1918 leistete er Kriegsdienst im Ersten Weltkrieg. 1919 wurde er zum Dr. jur. promoviert. Von 1919 bis 1930 war er Mitglied der Deutschen Volkspartei (DVP). Seit 1922 war er im Preußischen Justizministerium, dann im Reichsinnenministerium tätig, war seit 1925 Regierungsrat, seit 1929 Oberregierungsrat und seit 1932 Reichsrundfunkkommissar. Als Kirchenreferent im Ministerium des Innern bis Februar 1934 war er maßgeblich an den Auseinandersetzungen zwischen Kirche und Staat beteiligt. Von 1933 bis 1943 war er als Ministerialrat Vorsitzender bzw. stellvertretender Vorsitzender der deutschen Zentralgrenzkommission.
Nach dem Zweiten Weltkrieg wurde Conrad Mitglied der LDP. Von 1947 bis 1948 war er Senatspräsident am Oberlandesgericht Potsdam. 1948 wechselte er nach West-Berlin und zur FDP. Vom 7. Dezember 1948 bis 1949 war er Stadtrat und von 1951 bis 1954 Senator für Gesundheitswesen in Berlin. Am 29. September 1953 verstarb Berlins Regierender Bürgermeister Ernst Reuter (SPD). Mit seinem Tod zerbrach die Dreierkoalition aus SPD, CDU und FDP. Die SPD ging in die Opposition, CDU und FDP bildeten die neue Regierung. Walther Schreiber wurde neuer Regierender Bürgermeister, Conrad wurde zu seinem Stellvertreter (Bürgermeister von Berlin) und zum Gesundheitssenator gewählt.
Angesichts der heftigen Empörung der West-Berliner Bevölkerung über das Verhalten Conrads in Fragen der Wiedergutmachung nazistischen Unrechts im Fall des Apothekers Brandt, sah sich das Abgeordnetenhaus von Berlin am 28. Oktober 1954 gezwungen, Conrad das Misstrauen auszusprechen und abzuwählen. Ein entsprechender Antrag der SPD-Fraktion wurde mit 75 Stimmen bei 35 Enthaltungen angenommen. Conrad hatte sich geweigert, die Konzession des jüdischen Apothekers Brandt für die Utrechter Apotheke im Bezirk Wedding zu erneuern. Stattdessen gelangte die Apotheke in die Hand eines ehemaligen Nationalsozialisten. Alle Versuche des jüdischen Apothekers, der schwer unter den Verfolgungen des NS-Regimes zu leiden hatte – zehn seiner Angehörigen wurden ermordet –, wieder eine Apothekenkonzession zu erlangen, wurden von dem FDP-Senator vereitelt. Als die Einwohner des Bezirks Wedding schließlich eine Unterschriftensammlung im Interesse des Apothekers durchführten, sah sich die SPD-Fraktion gezwungen, die Angelegenheit im Abgeordnetenhaus zur Sprache zu bringen. Am 29. Oktober 1954 legte Conrad daraufhin sein Mandat als Mitglied des Berliner Abgeordnetenhauses nieder und trat auch aus der FDP aus. Anfang November 1954 wurde Innensenator Hermann Fischer zu seinem Nachfolger als Bürgermeister und der frühere Senator für Post und Fernmeldewesen Hugo Holthöfer zu seinem Nachfolger als Gesundheitssenator gewählt.

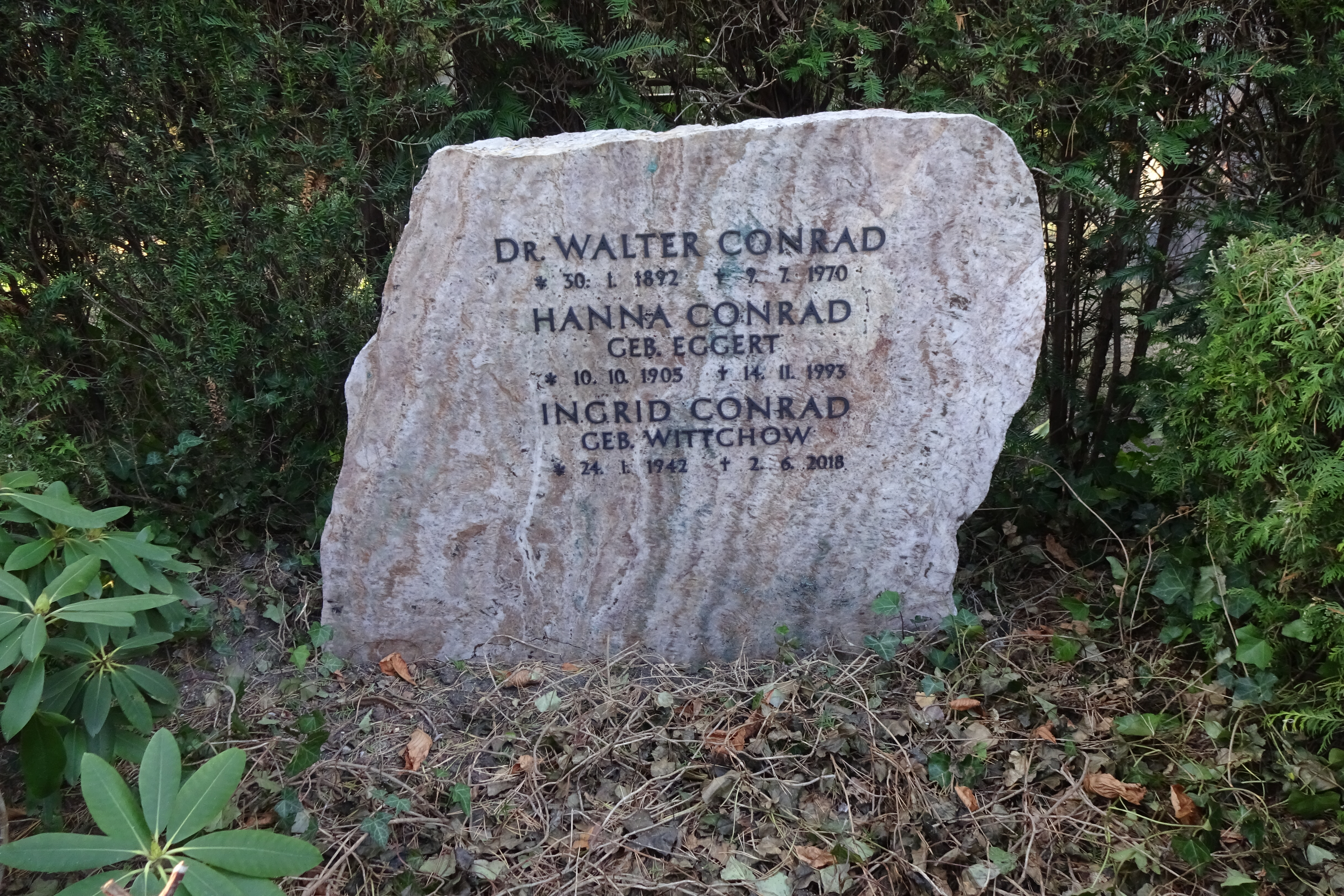
Grabstätte

Er ist auf dem Evangelischen Kirchhof Nikolassee bestattet.

## Buchveröffentlichungen
- Kirchenkampf, Wedding-Verlag, Berlin 1947.
- Politik ist Leidenschaft. Liberalismus im Angriff, Echo Verlag, Berlin 1950.
- Der Kampf um die Kanzeln. Erinnerungen und Dokumente aus der Hitlerzeit, Verlag Töpelmann, Berlin 1957.